# Влатко Маркович
Влатко Маркович (сербохорв. Vlatko Marković, нар. 1 січня 1937, Бугойно — пом. 23 вересня 2013, Загреб) — колишній хорватський югославський футболіст, що грав на позиції захисника. По завершенні ігрової кар'єри — футбольний тренер та функціонер.
Більшу частину ігрової кар'єри провів у «Динамо» (Загреб), разом з яким здобув три Кубка Югославії, а у складі національної збірної Югославії був учасником чемпіонату світу 1962 року у Чилі, де його команда посіла четверте місце. Після завершення кар'єри гравця понад 20 років пропрацював тренером в європейських клубах, а в 1998–2012 роках був президентом Хорватського футбольного союзу.

## Клубна кар'єра
Народився 1 січня 1937 року в югославському місті Бугойно (нині — Боснія і Герцеговина). Навчався футболу у місцевому клубі «Іскра».
У дорослому футболі дебютував 1957 року виступами за «Челик».
Своєю грою за цю команду привернув увагу представників тренерського штабу «Динамо» (Загреб), до складу якого приєднався 1958 року. Відіграв за «динамівців» наступні сім сезонів своєї ігрової кар'єри, ставши за цей час триразовим володарем Кубка Югославії.
Згодом, з 1965 по 1967 рік грав, за кордоном у складі австрійського клубу «Вінер Шпорт-Клуб» та бельгійського «Гента», проте закріпитись так і не зміг.
Завершив професійну ігрову кар'єру у клубі «Аустрія» (Відень), за команду якого виступав протягом сезону 1967-68 років.

## Виступи за збірну
7 травня 1961 року дебютував в офіційних матчах у складі національної збірної Югославії в Белграді у грі проти збірної Угорщини (2:4).
У складі збірної був учасником чемпіонату світу 1962 року у Чилі, де його команда посіла четверте місце, а Влатко зіграв в усіх шести матчах збірної на турнірі.
Протягом кар'єри у національній команді, яка тривала усього 2 роки, провів у формі головної команди країни 16 матчів.

## Кар'єра тренера
Розпочав тренерську кар'єру, очоливши тренерський штаб клубу «Загреб».
1973 року відправився за кордон, де недовго тренував бульгійський «Стандард» (Льєж), після чого став головним тренером французької «Ніцци».
1977 року повернувся на батьківщину, очоливши «Хайдук» (Спліт), але вже наступного року став тренером рідного «Динамо» (Загреб), з яким 1980 року виграв Кубок Югославії.
З 1985 по 1989 рік з перервами знову працював головним тренером у віденському «Рапіді».
1990 року втретє очолив «Динамо» (Загреб), з яким увійшов у перший незалежний чемпіонат Хорватії 1992 року.
З 29 квітня 1993 року по 28 лютого 1994 року очолював збірну Хорватії, вигравши за цей час лише один товариський матч проти збірної України (3:1).

## Кар'єра функціонера
1994 року Маркович став віце-президентом Хорватського футбольного союзу, а 18 грудня 1998 року очолив національну асоціацію. За час його правління збірна Хорватії двічі відбиралася у фінальний турнір чемпіонату світу та тричі потрапляла на Євро. За 14 років він пропрацював три президентські терміни, перш ніж покинути цю посаду 15 травня 2012 року. З липня місяця став почесним президентом Хорватського футбольного союзу.

## Скандали
Влітку 2007 року, після провалу хорватської кандидатури за Євро-2012, неодноразово заявляв, що «голосування було не зовсім правильним», так як ввечері, напередодні голосування, йому показували конверт, в якому стояло ім'я організатора європейської першості, і там було написано: Хорватія і Угорщина. Причиною зміни рішення Влатко називав президента ФФУ Григорія Суркіса.
Влітку 2011 року Маркович заявив, що поки він знаходиться на посту президента союзу, жоден гомосексуал не гратиме за національну збірну. Через це активісти правозахисних ЛГБТ-груп звинуватили функціонера в дискримінації гомосексуалів після його інтерв'ю місцевій газеті Vecernji List. Згодом УЄФА зобов'язало Марковича виплатити штраф у розмірі 10 тисяч доларів за гомофобні висловлювання.

## Смерть
В останні роки хорватський тренер і функціонер страждав хворобою Альцгеймера, а в середині 2013 року захворів на запалення легенів. Помер Маркович 23 вересня 2013 року у Загребі на 77-му році життя.

## Досягнення
- Срібний призер чемпіонату Югославії (2): 1960, 1963
- Бронзовий призер чемпіонату Югославії (2): 1962, 1964
- Володар Кубка Югославії (4): 1960, 1963, 1965, 1980 (останній — як тренер)
- Фіналіст Кубка Югославії: 1964
- Фіналіст Кубка ярмарків: 1963.